# Dinamo City
FC Dinamo City, dawniej FK Dinamo Tirana – albański klub piłkarski z Tirany założony 19 lipca 1950. W okresie rządów Envera Hodży był klubem resortowym ministerstwa spraw wewnętrznych. W latach 1995–97 grał pod nazwą KS Olimpik Tirana.

## Sukcesy
- Mistrzostwo Albanii (18x): 1950, 1951, 1952, 1953, 1955, 1956, 1960, 1967, 1973, 1975, 1976, 1977, 1980, 1986, 1990, 2002, 2008, 2010
- Puchar Albanii (14x): 1950, 1951, 1952, 1953, 1954, 1960, 1971, 1974, 1978, 1982, 1989, 1990, 2003, 2025

## Skład w sezonie 2024/2025
Stan na 5 maja 2025
| Nr | Poz. | Piłkarz                |
| -- | ---- | ---------------------- |
| 1  | BR   | Edmir Sali             |
| 4  | OB   | Agron Rufati           |
| 5  | OB   | Rustem Hoxha (kapitan) |
| 6  | PO   | Adrian Doçi            |
| 7  | NA   | Baton Zabërgja         |
| 8  | PO   | Bakary Goudiaby        |
| 9  | NA   | Peter Itodo            |
| 10 | NA   | Lorenco Vila           |
| 11 | NA   | Dejvi Bregu            |
| 14 | OB   | Bekim Maliqi           |
| 17 | PO   | Karamba Gassama        |
| 18 | NA   | Tiago Nani             |
| 19 | OB   | Jord Çelkupa           |

| Nr | Poz. | Piłkarz          |
| -- | ---- | ---------------- |
| 20 | PO   | Fjoart Jonuzi    |
| 21 | PO   | Klevi Qefalija   |
| 22 | PO   | Bruno Dita       |
| 23 | OB   | Jorgo Meksi      |
| 27 | OB   | Naser Aliji      |
| 47 | OB   | Lorran           |
| 50 | BR   | Rajan Guci       |
| 70 | NA   | André-Jordy Ella |
| 71 | PO   | Ardit Toli       |
| 77 | BR   | Aldo Teqja       |
| 97 | BR   | Tomas Kiri       |
| 99 | PO   | Eridon Qardaku   |

## Europejskie puchary
Legenda do wszystkich tabel:
- Q – runda eliminacyjna, 1/16, 1/8, 1/4, 1/2 – odpowiednia faza rozgrywek, Grupa – runda grupowa, 1r gr – pierwsza runda grupowa, 2r gr – druga runda grupowa, F – finał, R – runda, PO – play-off
- k. – rzuty karne, los. – losowanie, Dogr. – dogrywka, w. – zasada bramek strzelonych na wyjeździe

| Sezon   | Rozgrywki                 | Runda | Klub                    | Dom | Wyjazd | Ogólnie   |
| ------- | ------------------------- | ----- | ----------------------- | --- | ------ | --------- |
| 1971/72 | Puchar Zdobywców Pucharów | 1R    | Austria Wiedeń          | 1–1 | 0–1    | 1–2       |
| 1980/81 | Puchar Europy             | 1R    | AFC Ajax                | 0–2 | 0–1    | 0–3       |
| 1981/82 | Puchar UEFA               | 1R    | Carl Zeiss Jena         | 1–0 | 0–4    | 1–4       |
| 1982/83 | Puchar Zdobywców Pucharów | 1R    | Aberdeen                | 0–0 | 0–1    | 0–1       |
| 1985/86 | Puchar UEFA               | 1R    | Ħamrun Spartans         | 1–0 | 0–0    | 1–0       |
| 1985/86 | Puchar UEFA               | 2R    | Sporting CP             | 0–0 | 0–1    | 0–1       |
| 1986/87 | Puchar Europy             | 1R    | Beşiktaş JK             | 0–1 | 0–2    | 0–3       |
| 1989/90 | Puchar Zdobywców Pucharów | Q     | Czernomorec Burgas      | 4–0 | 1–3    | 5–3       |
| 1989/90 | Puchar Zdobywców Pucharów | 1R    | Dinamo Bukareszt        | 1–0 | 0–2    | 1–2       |
| 1990/91 | Puchar Europy             | 1R    | Olympique Marsylia      | 0–0 | 1–5    | 1–5       |
| 2001/02 | Puchar UEFA               | 1Q    | Dinamo Bukareszt        | 1–3 | 0–1    | 1–4       |
| 2002/03 | Liga Mistrzów             | 1Q    | FBK Kaunas              | 0–0 | 3–2    | 3–2       |
| 2002/03 | Liga Mistrzów             | 2Q    | Brøndby IF              | 0–4 | 0–1    | 0–5       |
| 2003/04 | Puchar UEFA               | Q     | KSC Lokeren             | 0–4 | 1–3    | 1–7       |
| 2004/05 | Puchar UEFA               | 1Q    | Oțelul Gałacz           | 1–4 | 0–4    | 1–8       |
| 2005    | Puchar Intertoto          | 1R    | NK Varaždin             | 2–1 | 1–4    | 3–5       |
| 2006/07 | Puchar UEFA               | 1Q    | CSKA Sofia              | 0–1 | 1–4    | 1–5       |
| 2008/09 | Liga Mistrzów             | 1Q    | FK Modriča              | 0–2 | 1–2    | 1–4       |
| 2009/10 | Liga Europy               | 1Q    | FC Lahti                | 2–0 | 1–4    | 3–4       |
| 2010/11 | Liga Mistrzów             | 2Q    | Sheriff Tyraspol        | 1–3 | 1–0    | 2–3       |
| 2025/26 | Liga Konferencji          | 2Q    | Atlètic Club d’Escaldes | 1–1 | 2–1    | 3–2       |
| 2025/26 | Liga Konferencji          | 3Q    | Hajduk Split            | 3–1 | 1–2    | 4–3 dogr. |
| 2025/26 | Liga Konferencji          | PO    | Jagiellonia Białystok   | –   | –      | –         |